# Sriramnagar
Sriramnagar is een census town in het district Vizianagaram van de Indiase staat Andhra Pradesh. 

## Demografie
Volgens de Indiase volkstelling van 2001 wonen er 19550 mensen in Sriramnagar, waarvan 50% mannelijk en 50% vrouwelijk is. De plaats heeft een alfabetiseringsgraad van 64%. 